# یودایارسامالانکولام
یودایارسامالانکولام (به لاتین: Udayarsamalankulam) یک منطقهٔ مسکونی در سری‌لانکا است که در استان شمالی (سری‌لانکا) واقع شده‌است.